# Directorul nostru
Directorul nostru este un film satiric românesc din 1955 regizat de Jean Georgescu. Rolurile principale au fost interpretate de actorii Alexandru Giugaru, Grigore Vasiliu-Birlic și Constantin Ramadan. În 2014 a fost restaurat digital de Arhiva Națională de Filme.

## Rezumat
Filmul este o satiră la adresa birocrației. Gh. Ciubuc (Vasiliu-Birlic) se întreabă ce fel de instituție este D.R.G.B.P. și tot el spune că este o instituție liniștită, unde viața se desfășoară domol, fără zguduiri. Ciubuc este un funcționar modest care nu vrea decât să treacă neobservat pentru a se ocupa de treburile familiei (cum ar fi plantarea răsadurilor de varză) și care se pricepe la tâmplărie/tapițerie (după cum afirmă șeful de cadre: Tot știu ăștia, dom'le!)).
El este chemat la un dialog tovărășesc cu directorul (Alexandru Giugaru). Îi raportează directorului neregulile de la contabilitate, se duce și el apoi pe teren și descoperă mulți colegi care se dau huța-huța cu scaunele care scârțâie. Astfel Ciubuc raportează că ceva scârțâie, formula sa este luată în sens metaforic și duce la o reacție în lanț cu controale de la minister care se lasă cu demiterea directorului, transferul lui Ciubuc și, în final, reîntâlnirea lor.
Acum fostul director este magazioner, postul în care a mai fost înainte de a fi avansat, iar Ciubuc a ajuns inspector, cu birou și cu dosare. Acum instituția nu se mai numește D.R.G.B.P., se numește D.G.B.

## Distribuție
- Alexandru Giugaru — directorul D.R.G.B.P.
- Grigore Vasiliu-Birlic — Gh. Ciubuc, referent tehnic (arhivar)
- Constantin Ramadan — moș Tănase Florescu, șeful secției imprimate
- H. Nicolaide — Ionescu, șeful registraturii
- Horia Șerbănescu — șoferul directorului
- Mișu Fotino — contabilul șef
- Dem Savu — șeful secției de cadre
- Florica Demion — Aglăița, soția lui Ciubuc
- Angela Chiuaru — Maria Popescu, muncitoarea textilistă scoasă din producție
- Dorina Done — secretara directorului
- Virginica Popescu — femeia cu pălărie care vrea să intre în audiență
- Zizi Șerban — soția directorului
- Olga Tudorache — dactilografa de la serviciul de statistică
- Puica Stănescu
- Viorica Dimitriu — funcționară în serviciul administrativ
- Jana Doljan
- Viorica Verbițchi
- Haralambie Polizu — nenea Costică, fost coleg de serviciu al lui Ciubuc
- Paul Sava — președintele sindicatului
- Marin Negrea — secretarul organizației de bază a P.M.R. din D.R.G.B.P.
- Iurie Darie — șeful secretariatului
- Puiu Călinescu — funcționar la serviciul de inspecție
- Ion Antonescu-Cărăbuș — paznicul instituției
- George Demetru — delegatul din provincie
- Nic. Niculescu — Marin Gheorghe, funcționar la serviciul imprimate
- Puiu Hulubei
- Stroe Atanasiu — Enache Stănoiu, șefului serviciului planificare
- Romulus Neacșu
- N. Enache — paznicul instituției
- Mircea Block — funcționar
- Gheorghe Angheluță — funcționar
- Alexandru Alger — funcționar
- Sorin Balaban
- Ion Vova — Anton Constantinescu, șeful serviciului bibliotecă
- Arcadie Donos — șef de serviciu
- Alexandru Lungu
- Louis Bădărău — șef de serviciu
- Paul Zbrențea — șef de serviciu
- Gogu Nicolescu
- Radu Beligan — naratorul

## Producție
Filmările au avut loc în perioada 18 iunie – 24 decembrie 1954, cele exterioare în București, iar cele interioare pe platourile Tomis și Floreasca. Cheltuielile de producție s-au ridicat la 3.737.000 lei.

## Primire
Directorul nostru a fost vizionat de 1.500.939 de spectatori în cinematografele din România, după cum atestă o situație a numărului de spectatori înregistrat de filmele românești de la data premierei și până la data de 31 decembrie 2014 alcătuită de Centrul Național al Cinematografiei.
Filmul fost aspru criticat la premiera sa datorită acurateții cu care ironiza moravurile epocii sale, ceea ce a dus la interzicerea lui Jean Georgescu pentru o perioadă și probabil a fost obligat sa divorțeze de soția sa, cetățean francez. În prezent, filmul este considerat ca fiind una dintre cele mai importante producții cinematografice românești din toate timpurile.
Criticul de film Tudor Caranfil în Dicționar universal de filme scrie: „Primul film cu adevărat disident al cinematografiei românești (…). Sub pretextul unei intrigi benigne, el reflectă alienarea malignă a veteranilor care și-au pus idealurile la naftalină și recurg la cochilia vechilor lozinci doar cât să se mențină la putere. Un tandem memorabil fac Giugaru, cu răscoliri greoaie de conștiință, și Birlic, încercând să-și înțeleagă rolul și locul în intriga ce se țese, poate cel mai uman portret satiric pe care l-a zugrăvit în activitatea sa cinematografică”.